# Broadview Heights
Broadview Heights é uma cidade localizada no estado norte-americano do Ohio, no Condado de Cuyahoga.

## Demografia
Segundo o censo norte-americano de 2000, a sua população era de 15.967 habitantes. 
Em 2006, foi estimada uma população de 17.563, um aumento de 1596 (10.0%).

## Geografia
De acordo com o United States Census Bureau tem uma área de 33,8 km², dos quais 33,8 km² cobertos por terra e 0,0 km² cobertos por água. Broadview Heights localiza-se a aproximadamente 366 m acima do nível do mar.

## Localidades na vizinhança
O diagrama seguinte representa as localidades num raio de 12 km ao redor de Broadview Heights. 